# Ворик (Джорджія)
Ворик (англ. Warwick) — місто (англ. city) в США, в окрузі Ворт штату Джорджія. Населення — 504 особи (2020).

## Географія
Ворик розташований за координатами 31°49′47″ пн. ш. 83°55′14″ зх. д. / 31.82972° пн. ш. 83.92056° зх. д. (31.829790, -83.920625).  За даними Бюро перепису населення США в 2010 році місто мало площу 2,10 км², уся площа — суходіл.

## Демографія
Згідно з переписом 2010 року, у місті мешкали 423 особи в 158 домогосподарствах у складі 113 родин. Густота населення становила 201 особа/км².  Було 174 помешкання (83/км²).
Расовий склад населення:
| - 63,8 % — чорних або афроамериканців - 35,2 % — білих - 0,5 % — азіатів - 0,2 % — корінних американців |

До двох чи більше рас належало 0,2 %. Частка іспаномовних становила 0,0 % від усіх жителів.
За віковим діапазоном населення розподілялося таким чином: 27,0 % — особи молодші 18 років, 59,8 % — особи у віці 18—64 років, 13,2 % — особи у віці 65 років та старші. Медіана віку мешканця становила 37,4 року. На 100 осіб жіночої статі у місті припадало 85,5 чоловіків;  на 100 жінок у віці від 18 років та старших — 73,6 чоловіків також старших 18 років.
Середній дохід на одне домашнє господарство  становив 26 931 долар США (медіана — 22 743), а середній дохід на одну сім'ю — 30 111 долар (медіана — 24 226). За межею бідності перебувало 38,5 % осіб, у тому числі 49,1 % дітей у віці до 18 років та 20,7 % осіб у віці 65 років та старших.
Цивільне працевлаштоване населення становило 139 осіб. Основні галузі зайнятості: виробництво — 37,4 %, роздрібна торгівля — 18,7 %, науковці, спеціалісти, менеджери — 15,1 %.